# Port BE
| BE ist das Kürzel für den Kanton Bern in der Schweiz. Es wird verwendet, um Verwechslungen mit anderen Einträgen des Namens Port zu vermeiden. |

Port (in einheimischer Mundart [ˈpoːɾt]) ist eine politische Gemeinde im Verwaltungskreis Biel/Bienne des Kantons Bern in der Schweiz. Die politische Gemeinde, auch Einwohnergemeinde genannt, besteht nur aus dem gleichnamigen Dorf Port. Mit den gleichen Grenzen gibt es noch die Burgergemeinde Port. Die Gemeinde gehört zur Agglomeration der zweisprachigen Stadt Biel/Bienne.

## Geschichte

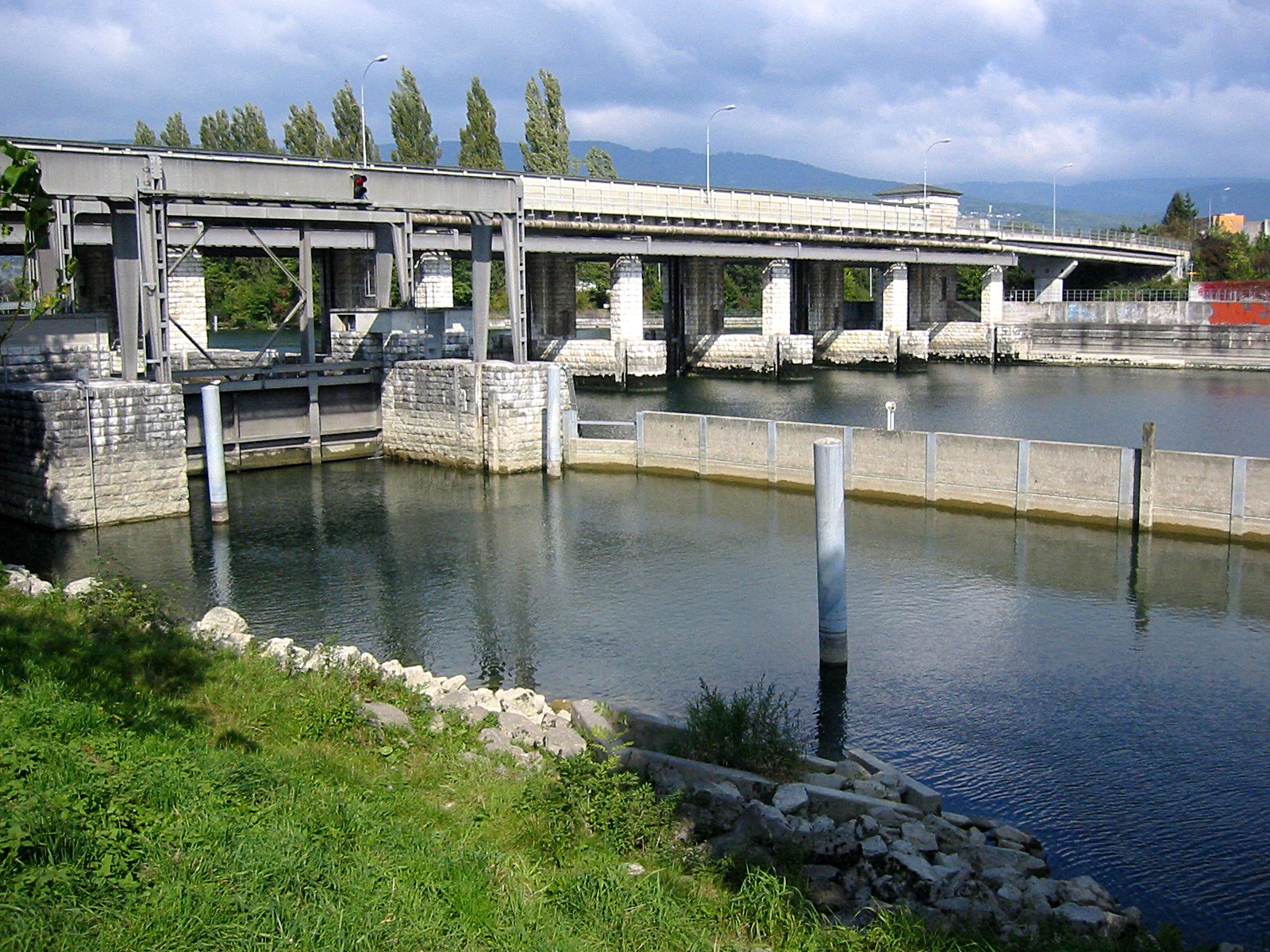
Regulierwehr mit Schleuse

Das um einen spätrömischen Hafen (lat. portum) entstandene Dorf lag an der Zihl, die bei der ersten Juragewässerkorrektion mit dem Nidau-Büren-Kanal zusammengelegt wurde. Die Kirche ist 1228 erstmals urkundlich erwähnt.
Ein 1890 in der Zihl gefundener Helm aus der Römerzeit wurde 1944 ins Gemeindewappen aufgenommen.
Seit 1939 steuert das Regulierwehr Port den Wasserabfluss aus dem Bielersee.
1951 wollten die Gemeinde Port und die Stadt Biel u. a. aufgrund der Siedlungsentwicklung und der wirtschaftlichen Verflechtung fusionieren. Der Grosse Rat des Kantons Bern lehnte dieses Fusionsbegehren ab, obwohl der Zusammenschluss grossmehrheitlich von beiden Bevölkerungen und beiden Gemeinden gewünscht worden war. Dies stellte nach 1920 die zweite Ablehnung eines gewünschten Fusionsbegehrens in der Agglomeration Biel dar. Hinter beiden Fällen stand die Furcht des Berner Parlaments, die Region Biel könnte, vor allem da sich die Industrie in der Region Biel stark vergrösserte und das Bevölkerungswachstum stark einsetzte, im Kanton Bern zu bedeutend werden.
2013 wurden an der Kreuzung Weiherweg/Hüeblistrasse die Überreste eines alten römischen Gutshofes mit einer grosszügig und luxuriös ausgestatteten Villa gefunden.

## Bevölkerung
Port ist zu 83,85 % eine deutschsprachige Gemeinde. 11 % sind französischsprachig.

## Politik
Die Stimmenanteile der Parteien anlässlich der Nationalratswahl 2023 betrugen: SVP 31,0 % (+2,2 %), SP 19,9 % (+4,2 %), FDP 13,9 % (−0,8 %), glp 10,4 % (+0,9 %), Mitte 8,8 % (−2,4 %), GPS 8,4 % (−3,4 %), EVP 3,8 % (+0,7 %), EDU 1,3 % (+0,6 %).